# Hôtel de Coislin
Pour les articles homonymes, voir Coislin.
L'hôtel de Coislin est un hôtel particulier du XVIIIe siècle, situé dans le 8e arrondissement de Paris à l'angle de la rue Royale et de la place de la Concorde.

## Historique

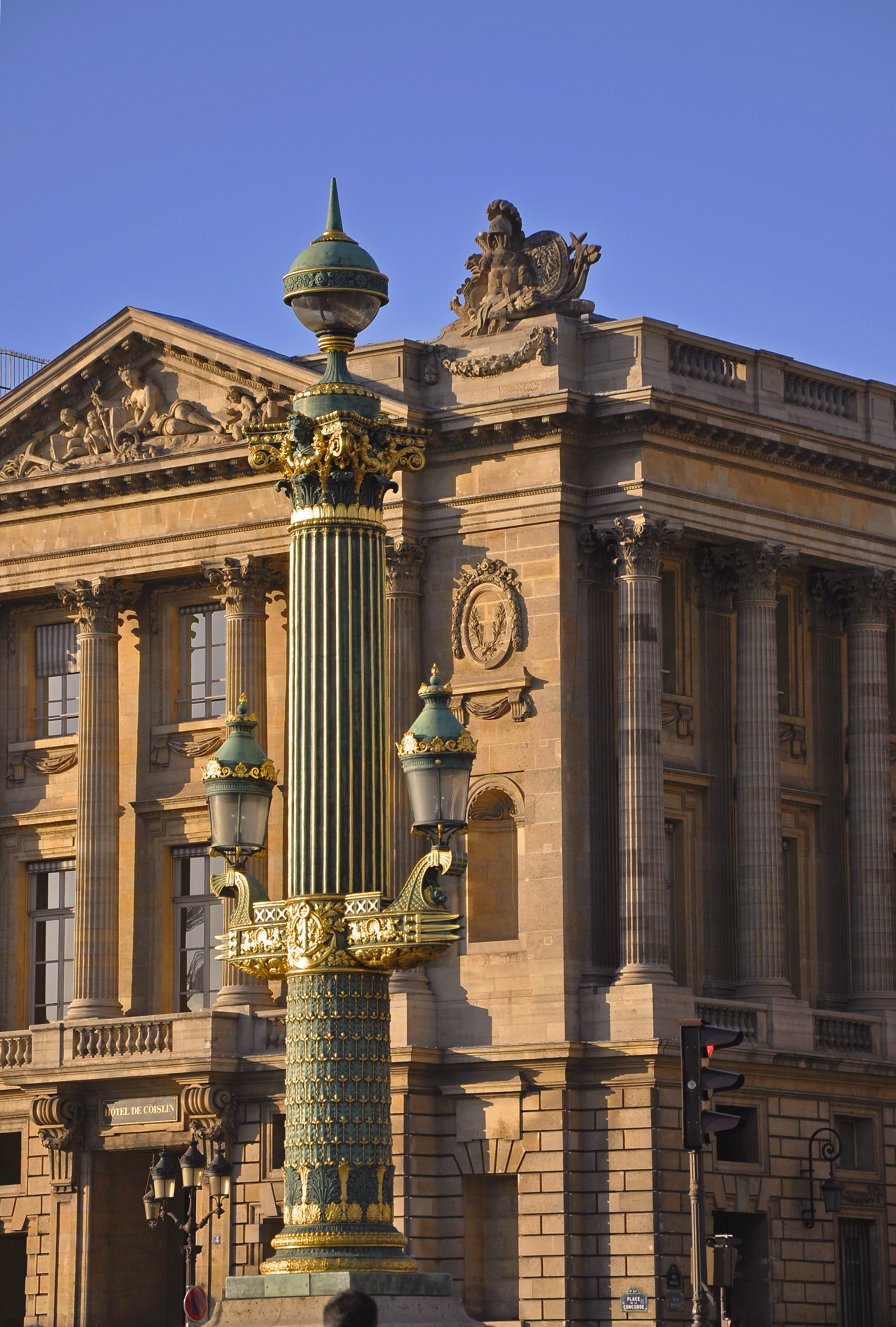
Hôtel de Coislin avec le trumeau extérieur couronné d'un trophée composé de bouclier, de casque empanaché, d'un faisceau de licteurs, d'épée.

En 1758, le roi Louis XV commande à son architecte, Jacques-Ange Gabriel, la réalisation sur la « place Louis-XV » de deux façades identiques de part et d'autre de la rue Royale : la façade orientale est d'emblée occupée par l'hôtel du Garde-Meuble de la Couronne jusqu'à la Révolution, devenu à partir de cette période durant deux siècles l'hôtel de la Marine, tandis que le premier hôtel de la Monnaie devait prendre possession de la façade occidentale. Mais cet emplacement fut en définitive jugé trop éloigné du quartier des affaires et un arrêt du Conseil décida que le nouvel édifice s’élèverait à son emplacement actuel, sur le quai de Conti. Le terrain situé derrière la colonnade occidentale fut alors divisé en quatre lots qui furent cédés à des particuliers, à charge pour eux d'élever des hôtels particuliers derrière la façade de Gabriel :
- au no 4, l'hôtel de Coislin,
- au no 6, l'hôtel du Plessis-Bellière,
- au no 8, l'hôtel Cartier,
- au no 10, l'hôtel de Crillon.

L'hôtel est construit en 1770 par l'architecte Ange-Jacques Gabriel sur  une commande de Marie-Anne de Mailly-Rubempré, marquise de Coislin, puis duchesse de Mailly maîtresse royale, née le 17 septembre 1732 et morte le 13 février 1817 à Paris. Fille du général Louis de Mailly (1696-1767), chevalier des ordres du roi, et d'Anne Françoise Elisabeth Arbaleste de Melun, petite-fille de Louis, comte de Mailly et sœur de la princesse de Montbarrey, elle épouse en premières noces, le 8 octobre 1750, le marquis Charles Georges René du Cambout de Coislin.
Le 6 février 1778, cet hôtel particulier fut le lieu de signature des premiers traités d'amitié, de commerce et d'alliance entre la France, représentée par Conrad Alexandre Gérard, et les États-Unis, représentés par Benjamin Franklin, Silas Deane et Arthur Lee. De par ces traités, la France reconnaît l'indépendance des États-Unis et conclut un soutien militaire et une paix éternelle entre les deux États.
En hommage à Benjamin Franklin pour ce travail diplomatique, une plaque est visible sur le bâtiment à l'angle de la place de la Concorde et de la rue Royale et indique :

« En cet hôtel, le 6 février 1778, Conrad A. Gérard, au nom de Louis XVI, Roi de France, Benjamin Franklin, Silas Deane, Arthur Lee au nom des États-Unis, ont signé les Traités de paix, de Commerce et d'Alliance par lesquels la France avant toute autre nation reconnaissait l'indépendance des États-Unis. »

Chateaubriand y vécut en tant que locataire de 1805 à 1807,.

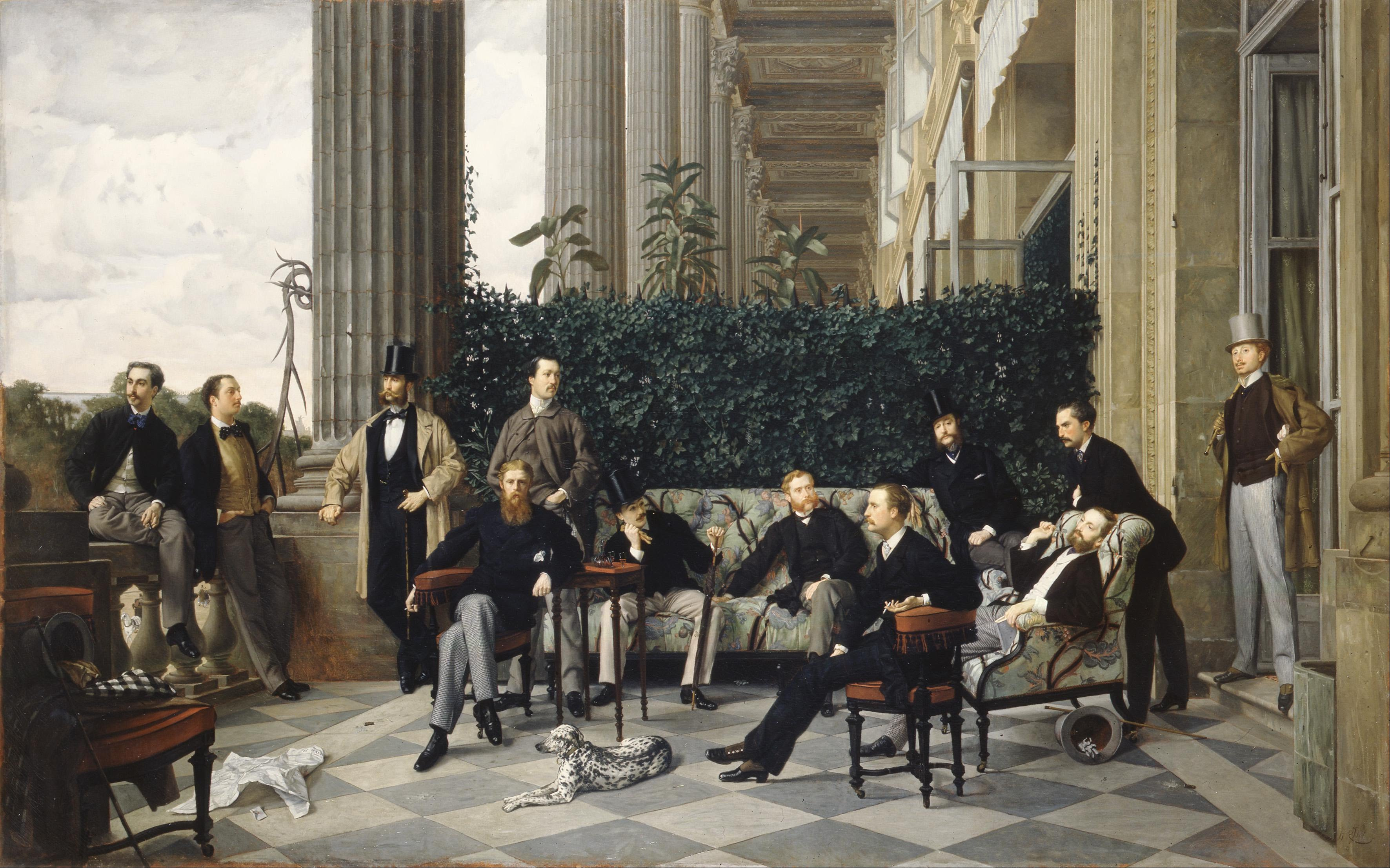
Le Cercle de la rue Royale par James Tissot, 1868.

Le Cercle de la rue Royale, cercle masculin réservé à la haute bourgeoisie parisienne, s'installe en 1866 dans les murs de l’hôtel de Coislin. En 1868, 12 de ses membres posent sur le balcon de l’hôtel pour l'artiste James Tissot. Le cercle de la rue Royale, portrait de groupe classé aux monuments historiques, est acquis par le Musée d'Orsay en 2011.
L'hôtel de Coislin est transformé en 1920 en bureaux par la Société maritime des pétroles et reste destiné à ce type d'activité en raison de son classement. Il deviendra ensuite les bureaux de la Morgan Guaranty Trusts, se succéderont ensuite divers sièges sociaux de sociétés.
Le 31 mai 1923, les façades sont classées au titre des monuments historiques, tandis que le grand salon n'est classé que le 29 janvier 1962.
En 2002, il est acquis par le fonds Qatar Investment Authority, puis par la fondation hollandaise Mayapan durant trois ans. L'hôtel subit de grands travaux de restructuration, fin 2003, dirigés par l'architecte Jean-Michel Wilmotte.

## Architecture
Pendant du palace du Crillon, cet hôtel forme un pavillon d'angle à l'extrémité d'un portique de douze colonnes d'ordre corinthien. Il présente, sur trois travées, un portique dont les quatre colonnes supportent un entablement couronné d'un fronton. Les trumeaux extérieurs possèdent des niches destinées à des statues qui n'ont pas été placées, des médaillons et des trophées en guise de couronnement. La façade est rehaussée d'ornements : balustrade qui souligne l'étage noble, guirlandes sous les appuis de fenêtre du second étage.
Le fronton représente l'allégorie du Progrès du Commerce, « femme couronnée de perles, de corail et de fruits. Elle s'appuie sur un ballot et tient dans la main droite le caducée. On reconnaît de part et d'autre des jarres, des ballots, une ancre et un gouvernail ».

## Une réplique aux États-Unis
Une réplique, construite par Horace Trumbauer et Julian Abele (en), des deux corps de bâtiment de la place de la Concorde est située à Philadelphie.

L'un des bâtiments accueille la Free Library of Philadelphia, il est la réplique notamment de l'hôtel de Coislin.

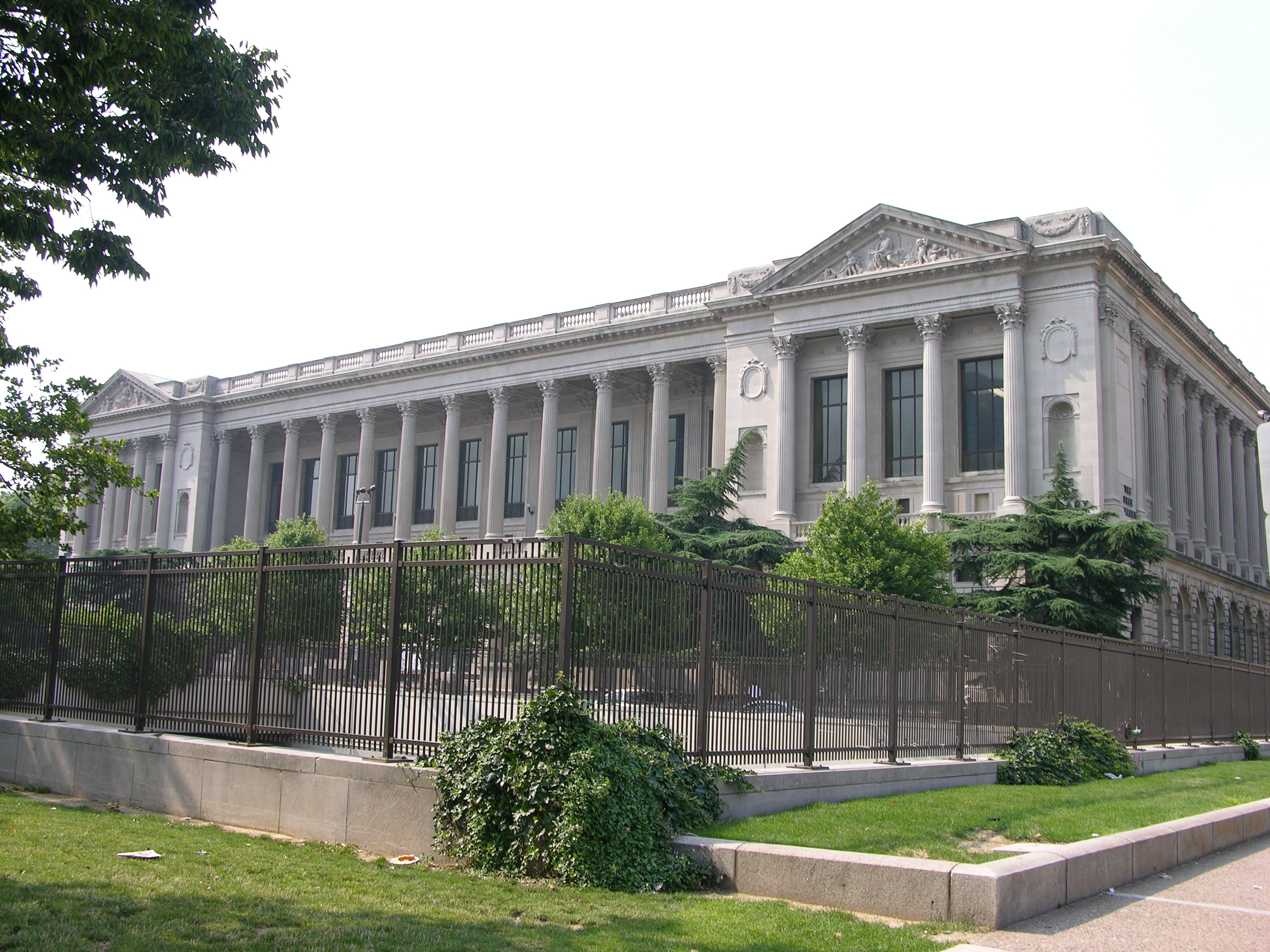
Free Library of Philadelphia, réplique américaine de l'hôtel de Coislin.

Toujours dans la même ville des États-Unis, au lieu de l'ancienne « Family Court of Philadelphia », se situe l'autre bâtiment qui est pour sa part une réplique du pendant, séparé par la rue Royale de l'hôtel de Coislin sur la place de la Concorde, l'hôtel de la Marine.

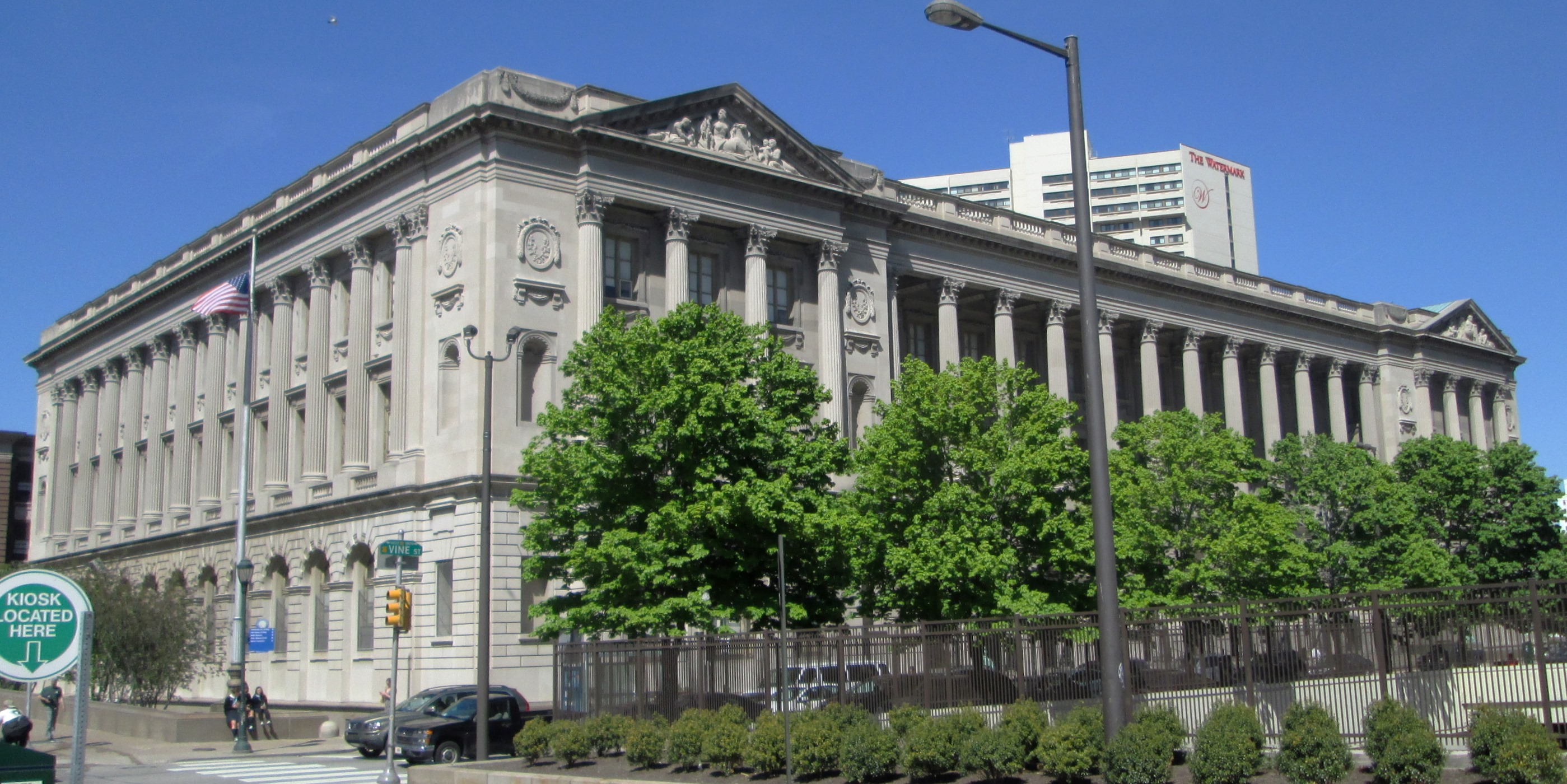
Family Court Building, réplique américaine de l'hôtel de la Marine.